# NGC 525
NGC 525 é uma galáxia lenticular (S0) localizada na direcção da constelação de Pisces. Possui uma declinação de +09° 42' 14" e uma ascensão recta de 1 horas, 24 minutos e 52,8 segundos.
A galáxia NGC 525 foi descoberta em 25 de Setembro de 1862 por Heinrich Louis d'Arrest.